# Argythamnia tinctoria
Argythamnia tinctoria är en törelväxtart som beskrevs av Charles Frederick Millspaugh. Argythamnia tinctoria ingår i släktet Argythamnia och familjen törelväxter. Inga underarter finns listade i Catalogue of Life.